# Ehrlichiose
 Mise en garde médicale
Le terme de « ehrlichiose » regroupe (sous des symptômes proches ou identiques) deux groupes de maladies, différents en terme épidémiologique et étiologique :
- l'ehrlichiose monocytique animale (EMA) et/ou l'ehrlichiose monocytique humaine (EMH) également nommée « ehrlichiose à Ehrlichia chaffeensis[1] » ;
- l'anaplasmose humaine.

Ce sont des zoonoses induites par des bactéries (les Ehrlichia) qui sont des intracellulaires obligatoires. Les ehrlichioses semblent dans la plupart des cas être des maladies vectorielles (maladies à tiques plus précisément). 
Les bactéries Ehrlichia véhiculées par les tiques peuvent être différentes selon les zones biogéographiques ou continents considérés ; par exemple chez l'humain aux États-Unis, les deux bactéries en cause dans les ehrlichiose monocytique humaine sont Ehrlichia chaffeensis (en) et moins fréquemment Ehrlichia ewingii (en). Ces deux bactéries causent des maladies de plus en plus souvent détectées (sans doute parce qu'elles sont mieux recherchées, mais aussi parce que les populations de tiques ont fortement augmenté) sur des zones géographiques correspondant assez bien à la densité en tiques, mais pas tout à fait aux zones les plus à risques pour la maladie de Lyme. Le centre-est des États-Unis est plus touché, alors que c'est le nord-est qui est plus touché par la maladie de Lyme. Les 30-70 ans semblent largement plus touchés (ou meilleure détection ?) que les enfants et jeunes adultes.

## Histoire

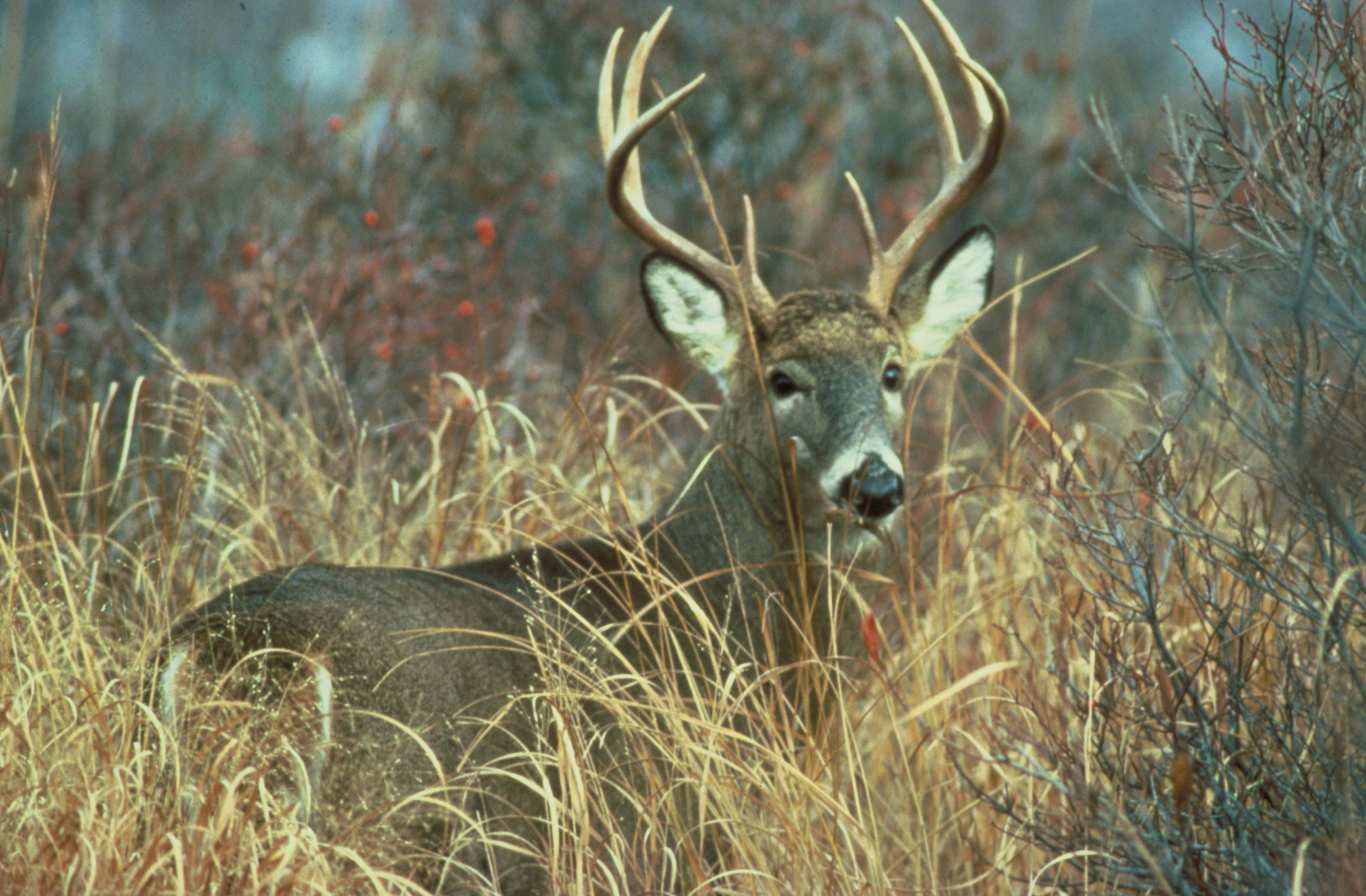
Le cerf de virginie (environ 30 millions d'individus en Amérique du Nord) est l'espèce-réservoir des Ehrlichia dans cette région ; les tiques parasitant ce cerf y sont les principaux vecteurs des Ehrlichia.

L'ehrlichiose a d'abord été décrite chez l'animal. Des infections humaines à Ehrlichia n'ont été diagnostiquées que plus récemment, avec d'abord l’ehrlichiose du Japon en 1953, et beaucoup plus tardivement (en 1987) l’ehrlichiose monocytaire humaine avant que ne soit découverte en 1994 l'ehrlichiose granulocytaire humaine.
Il a été démontré également que la même bactérie peut infecter l'humain et l'animal ; deux autres espèces responsables d’ehrlichioses canines ont été décrites chez l’humain : Ehrlichia canis et Ehrlichia ewingii (en).
Les ehrlichioses étaient des maladies considérées comme rares jusque vers 1995, mais des études de séroprévalence ont depuis montré qu'elles sont en augmentation ou qu'elles avaient été sous-diagnostiquées.
Une augmentation est d'autant plus plausible (ce qui en fait une maladie émergente ), que ces augmentations (réelles et/ou apparentes) correspondent aux zones où les tiques pullulent depuis quelques décennies, et où d'autres maladies émergentes sont avérées (dont la maladie de Lyme). Des coinfections via les tiques sont d'ailleurs possibles et semblent fréquentes dans ces zones. Le cerf de virginie dont la population est importante en Amérique du Nord (environ 30 millions d'individus) y est l'espèce-réservoir des Ehrlichia ; les tiques qui le parasitent et qui piquent parfois aussi l'humain sont le principal vecteur des Erhlichia dans cette zone biogéographique. Ce cerf diffuse la maladie sur de vastes distances (dont vers les animaux domestiques) d'autant mieux que ses prédateurs naturels carnivores sauvages (loup, lynx, ours, cougar...) ont disparu de la presque totalité de son aire de répartition. Cet animal bénéficie en outre de plans de chasse favorables et en tant que gibier commercialement intéressant, il est souvent alimenté en hiver, ce qui permet la survie d'animaux fortement parasités, qui auraient normalement été éliminés par sélection naturelle.

## Gravité de l’infection

### Chez l'animal
Les guérisons spontanées sont fréquentes, mais une forme chronique peut s'installer et conduire à la mort.

### Chez l'humain
Pour l’EMH : 60 % des malades sont hospitalisés, avec 2 à 3 % de décès. Pour l'anaplasmose, 28 à 54 % des malades sont hospitalisés (selon les sources), avec 7 à 10 % de décès. Lorsque le malade guérit, il y a guérison spontanée sans traitement après 10 jours de fièvre chez l’enfant, mais l’adulte est victime d'une infection plus chronique, avec fièvre rémittente durant 3 à 11 semaines.
Le risque de décès est élevé chez l'immunodéficient.

## Immunisation relative
Chez le cheval, l’anaplasmose confère une immunité durable, mais cela n’est pas prouvé chez l’humain. S. Dumler rapporte quelques cas de patients ayant présenté un deuxième épisode d’anaplasmose dans l’année suivant l’épisode initial, mais sans pouvoir préciser s’il s’agissait de réinfection ou de recrudescence de la maladie.
Il était donc pensé qu'il n’existait pas de forme persistante, ou de forme chronique, d'autant plus que la plupart des patients guérit rapidement. Le cas d'un patient italien infecté depuis plus de 3 mois ébranle sérieusement cette conviction.

## Coinfections
La coinfection semble fréquente et peut perturber le diagnostic et le traitement et induisent des formes cliniques plus sévères et chroniques,.
En Amérique du Nord, les chercheurs ont montré qu'elle était fréquente avec la borréliose de Lyme, et moindrement la babésiose murine.
En Europe, les études manquent pour l’anaplasmose humaine mais en zone de coendémie les données suggèrent des coinfections avec Borrelia, et moindrement Babesia ou le virus TBEV-CEE.

## Symptômes
La maladie s'exprime (une à trois semaines après la morsure de tique) par un syndrome grippal aigu et non spécifique (avec fièvre dans 98 % des cas), des céphalées (81 % des cas), des myalgies (68 % des cas), des signes digestifs possibles (anorexie, nausées, vomissements, maux de ventre dans 50 % des cas environ) ou une conjonctivite. Parfois des pharyngites, une toux, ou des lymphadénopathies sont observées (25 % des cas) avec aussi un état confusionnel dans environ 25 % des cas.
Les symptômes sont peu spécifiques et facilement confondus avec ceux d'une grippe. Un syndrome grippal survenant chez toute personne à risque et surtout de mai à octobre doit faire évoquer la maladie. Une fiche médicale de renseignements doit accompagner le prélèvement de seconde intention.
Une pneumopathie atypique associée est fréquente aux États-Unis, et une pneumonie interstitielle a été décrite en Alsace en 2002. Des éruptions cutanées sont plus fréquentes dans l’EMH, dans environ 30 % cas (elles sont rares en cas l’anaplasmose granulocytaire, environ 2 %), principalement dans la première semaine, leur répartition est indépendante de la localisation de la morsure.
Formes cliniques : elles varient en modalités et intensités, de formes asymptomatiques (Selon S. Dumler seul 1 % des cas seraient diagnostiqués aux États-Unis les autres étant infracliniques ou faisant l'objet d'erreurs de diagnostic) à des formes mortelles et nosocomiales (avérée dans un cas en Chine). La mort est due à une septicémie, détresse respiratoire aigüe, rhabdomyolyse, hémorragies, neuropathies périphériques ou à des infections opportunistes ou nosocomiales avec éventuelles complications graves ; rénales, hépatiques ou cardiaques parfois. 50 à 60 % des malades (aux États-Unis) meurent dans les formes graves,. Un diagnostic et des soins précoces atténuent la gravité des épisodes.
Une hypothèse (établie à partir de cas animaux, mais qui reste à confirmer) est que des infections répétées pourraient ensuite dégénérer en phase chronique sévère.

## Indices pour le diagnostic
Ils sont surtout hématologiques, et importants et bien visibles la première semaine des manifestations de l'infection : leucopénie dans 60 % des cas, thrombocytopénie dans 68 % des EMH et 90 % des anaplasmoses, anémie modérée dans 50 % des cas et inclusions caractéristiques (morulae ou corps élémentaires) dans le cytoplasme des neutrophiles, avec insuffisance rénale dans 70 % des cas, élévation modérée des transaminases hépatiques dans 86 % des cas, la LDH et la bilirubine sont élevées dans tous les cas testés, le frottis sanguin (coloré) montre (mais pas toujours facilement pour un non spécialiste) des morulae pathognomoniques. Les morulae ne sont visibles que dans 1 à 42 % des polynucléaires neutrophiles circulant pour l'anaplasmose (et dans les monocytes et macrophages pour l’EMH).
Il en existe aussi dans les phagosomes des macrophages de la rate, du foie, des poumons, des reins, de la moelle osseuse et du LCS (détectées à l'autopsie).
Diagnostic sérologique : l'immunofluorescence indirecte (IFI), à partir de la 3e semaine peut souvent confirmer le diagnostic. Un test ELISA existe maintenant pour l'anaplasmose humaine, basé sur l’antigène recombinant HGE 44 et qui semble dépourvu de réactions croisées avec la borréliose de Lyme, la syphilis, la polyarthrite rhumatoïde et l’ehrlichiose monocytique humaine.
La ponction lombaire permet une confirmation en 24 à 48 heures, ce qui permet de limiter les risques de complications (rares mais graves) par un traitement précoce.
Un cas clinique d’ehrlichiose est certain à 5 différentes conditions : 
- un taux d'anticorps anti-A. phagocytophilum augmentant d’au moins quatre fois le titre entre la phase aigüe et la convalescence, avec un minimum de 1/64,
- la ponction est positive, des morulae sont identifiées dans les leucocytes et
- le taux d'anticorps anti-A. phagocytophilum est positif (selon les seuils de positivité de chaque laboratoire),
- la coloration immunohistochimique de l'antigène A. phagocytophilum est positive (sur biopsie ou tissus d'autopsie),
- et ainsi que la culture d’A. phagocytophilum.

Un cas est dit probable si le syndrome grippal intervient avec sérologie au moins égale à 1/80 en IFI, ou si des morulæ sont visibles dans les frottis sanguins.
La sérologie peut ne pas se positiver si le traitement a été très précoce (la ponction lombaire permet alors un diagnostic de certitude). La sérologie est positive chez 100 % des autres convalescents et peut le rester jusqu’à 4 ou 5 ans après l'infection. Une sérologie positive n'indique cependant pas nécessairement une infection aigüe (2/3 au moins des séroconversions sont asymptomatiques. Quelques réinfections documentées dans les deux ans suivant une infection par A. phagocytophilum montrent que l’immunité n’est pas durable ou pas toujours durable. Seule l’évolution de la sérologie permet de conclure.
En cas de complications neurologiques, l’étude du liquide cérébrospinal (LCS) montre une pléiocytose (en) avec morulæ dans les phagosomes des leucocytes. L’immunocytologie et la PCR prouvent aussi la présence d’Ehrlichia ou d'Anaplasma dans le LCS.
Un consensus d'aide décisionnelle pour une bonne pratique de la prise en charge diagnostique des borréliose de Lyme, anaplasmose granulocytaire humaine et babésiose a été réalisé aux États-Unis (ISDA, novembre 2006).